# Legazione di Romagna
La legazione apostolica di Romagna (in termini formali Exarchatus Ravennæ) fu una suddivisione amministrativa dello Stato della Chiesa. Formatasi negli anni quaranta del XVI secolo, la sua storia termina nel 1797 con l'annessione alla Repubblica Cisalpina.
Le date principali della creazione della Legazione furono le seguenti:
- 4 settembre 1540: Papa Paolo III decise di nominare un Legato apostolico a latere per la Romagna, con sede a Ravenna;
- 1545: autonomia della Legazione di Romagna da quella bolognese.

Gli episodi che ne decretarono la scomparsa furono:
- 19 febbraio 1797 il Papa rinunciò a tutti i suoi diritti sulla Legazione (trattato di Tolentino)
- 19 maggio: la Legazione fu unita alla Repubblica Cispadana, poi ne seguì le sorti, confluendo il 29 giugno 1797 nella Repubblica Cisalpina.

Dopo il Regno d'Italia napoleonico, la Legazione di Romagna fu immediatamente restaurata, ponendo il capoluogo a Forlì, e nel luglio 1815 fu affidata al legato monsignor Tiberio Pacca. Un anno dopo una riforma amministrativa la sostituì con le due Legazioni apostoliche di Forlì e di Ravenna (luglio 1816).

## Estensione e popolazione
Il territorio della Legazione (o Provincia) comprendeva i comitati di:
- Ravenna (da pochi anni rientrata sotto il dominio della Chiesa),
- Comacchio
- Cervia
- Rimini
- Cesena
- Bertinoro
- Forlì con i vicariati di Santarcangelo, Montefeltro, Sarsina e Fiumane di Galeata
- Faenza
- Imola

La sede del Legato venne fissata nel Palazzo apostolico ravennate a partire dal 1544.

La Provincia confinava a sud con la Marca anconitana e il Granducato di Toscana (dove possedeva fino al 1774 la piccola exclave di Laguna, a sud-est di Rocca San Casciano), a ovest con la legazione di Bologna e a nord con il Ducato di Ferrara.
Ancora agli albori del XVIII secolo (1708), tra le nove sedi vescovili la più ragguardevole era quella di Faenza:
| Diocesi   | Popolazione | Parrocchie |
| Faenza    | 60.134      | 129        |
| Rimini    | 56.648      | 141        |
| Imola     | 54.283      | 123        |
| Ravenna   | 45.111      | 62         |
| Forlì     | 26.241      | 51         |
| Cesena    | 24.849      | 44         |
| Bertinoro | 11.412      | 46         |
| Sarsina   | 7.275       | 41         |
| Cervia    | 2.237       | 3          |

## Governo locale
Le cariche più importanti a livello locale erano quelle di podestà e massaro. Il primo amministrava la giustizia e rispondeva al cardinal legato; il secondo era il titolare della gestione finanziaria.

Le sedi vescovili avevano un governatore, nominato da Roma su indicazione del cardinal legato. Il governatore rispondeva direttamente al legato.

Il governatore di Ravenna aveva un ruolo particolare. Ravenna era il capoluogo della Legazione: il governatore della città era automaticamente il principale consigliere del cardinal legato, il primo del suo entourage. Oltre al governatore di Ravenna, i consiglieri del legato erano cinque, due nel campo della giustizia civile e tre in quella criminale. Essi erano tutti forestieri, per evitare conflitti di interessi.

Il capoluogo era amministrato da due istituzioni peculiari:
- il Consiglio cittadino della Comunità, un organismo di circa 60 membri (di cui i nobili erano la parte maggioritaria); il seggio era ereditario;
- il Magistrato dei Savi, composto da sei anziani individuati tra i componenti del Consiglio. Vi entravano soprattutto giureconsulti, ovvero persone esperte in amministrazione e diritto.

A queste istituzioni se ne affiancarono altre, che esistettero fino al XVIII secolo. La principale fu la Magistratura dei Novanta Pacifici: fu creata nel 1555 a seguito di un grave fatto di sangue accaduto anni prima (Strage dei Savi, 4 luglio 1522); fu organo di polizia e di controllo; venne soppresso nel 1772.

## Cronotassi dei Legati dal 1540 al 1797
| Data di nomina        | Nome                                                   |
| 24 settembre 1540     | Giovanni Maria Del Monte                               |
| 26 agosto 1545        | Girolamo Recanati Capodiferro                          |
| 22 maggio 1551        | Giovanni Angelo Medici                                 |
| 30 agosto 1555        | Revoca di tutte le nomine legatizie, eccetto Avignone. |
| 26 aprile 1560        | Carlo Borromeo                                         |
| 30 dicembre 1563      | Revoca di tutte le nomine legatizie.                   |
| 17 agosto 1565        | Carlo Borromeo                                         |
| 5 gennaio 1570        | Alessandro Sforza di Santa Fiora                       |
| 1575                  | …                                                      |
| 11 luglio 1580        | Alessandro Sforza di Santa Fiora                       |
| 25 ottobre 1581       | Guido Luca Ferrero                                     |
| 13 maggio 1585        | Giulio Canani                                          |
| 28 luglio 1586        | Domenico Pinelli                                       |
| 15 gennaio 1590       | Antonio Maria Galli                                    |
| 31 dicembre 1590      | Paolo Camillo Sfondrati                                |
| 10 marzo 1591         | Francesco Sforza                                       |
| 14 aprile 1597        | Ottavio Bandini                                        |
| 25 novembre 1598      | Giovanni Francesco di San Giorgio                      |
| 25 settembre 1606     | Bonifazio Caetani                                      |
| 4 giugno 1612         | Domenico Rivarola                                      |
| 17 maggio 1621 - 1626 | Alessandro Orsini                                      |
| 19 novembre 1629      | Antonio Barberini                                      |
| 21 maggio 1640        | Marcantonio Franciotti                                 |
| 20 ottobre 1642       | Antonio Barberini (2ª nomina)                          |
| 15 giugno 1648        | Alderano Cybo                                          |
| 3 luglio 1651         | Giovanni Stefano Donghi                                |
| 22 giugno 1654        | Ottavio Acquaviva d'Aragona                            |
| 23 aprile 1657        | Giberto Borromeo                                       |
| 5 maggio 1660         | Volumnio Bandinelli                                    |
| 21 aprile 1664        | Celio Piccolomini                                      |
| 1666                  | Paolo Savelli                                          |
| 22 agosto 1667        | Carlo Roberti Vittorj                                  |
| 6 ottobre 1670        | Giulio Gabrielli il Vecchio                            |
| 8 marzo 1677          | Lorenzo Raggi                                          |
| 3 marzo 1687          | Domenico Maria Corsi                                   |
| 9 marzo 1693          | Fortunato Ilario Carafa della Spina                    |
| 4 gennaio 1694        | Francesco Barberini                                    |
| 24 settembre 1696     | Fulvio Astalli                                         |
| 6 giugno 1701         | Marcello Durazzo                                       |
| 25 giugno 1706        | Filippo Antonio Gualterio                              |
| 9 settembre 1709      | Tommaso Ruffo                                          |
| 27 novembre 1713      | Ulisse Gozzadini                                       |
| 12 aprile 1717        | Giovanni Antonio Davia                                 |
| 20 marzo 1720         | Cornelio Bentivoglio                                   |
| 11 settembre 1726     | Carlo Maria Marini                                     |
| 11 dicembre 1730      | Bartolomeo Massei                                      |
| 17 gennaio 1735       | Giulio Alberoni                                        |
| 9 settembre 1739      | Carlo Maria Marini (2ª nomina)                         |
| 3 ottobre 1743        | Pompeo Aldrovandi                                      |
| 19 settembre 1746     | Giacomo Oddi                                           |
| 22 luglio 1750        | Mario Bolognetti                                       |
| 16 settembre 1754     | Enrico Enriquez                                        |
| 20 settembre 1756     | Giovanni Francesco Stoppani                            |
| 13 luglio 1761        | Luigi Gualterio                                        |
| 17 agosto 1761        | Ignazio Michele Crivelli                               |
| 1º dicembre 1766      | Niccolò Oddi                                           |
| 25 gennaio 1768       | Enea Silvio Piccolomini                                |
| 19 dicembre 1768      | Vitaliano Borromeo                                     |
| 1º giugno 1778        | Luigi Valenti Gonzaga                                  |
| 24 luglio 1786        | Nicola Colonna di Stigliano                            |
| 1º giugno 1795        | Antonio Dugnani                                        |

## Cronotassi dei Presidenti dal 1540 al 1648
| Data di nomina                                    | Nome                                             | Provenienza                                      |
| 1539-1540                                         | Giovanni Guidiccioni                             | vescovo di Fossombrone                           |
| 19 aprile 1542                                    | Bernardino Castellari                            | vescovo di Casale                                |
| 15 luglio 1543                                    | Benedetto Conversini                             | vescovo di Jesi                                  |
| 1º marzo 1556                                     | Pierdonato Cesi                                  | vescovo di Narni                                 |
| 1º maggio 1559                                    | Giovan Battista Doria                            |                                                  |
| 25 marzo 1564                                     | Girolamo Federici                                | vescovo di Martorano                             |
| 16 febbraio 1566                                  | Francesco Guarini                                | vescovo di Imola                                 |
| 1º gennaio 1567                                   | Monte Valenti                                    | nobile di Spoleto                                |
| 1569                                              | Pierdonato Cesi (2ª volta)                       |                                                  |
| 15 dicembre 1572                                  | Filippo Sega                                     |                                                  |
| 10 settembre 1575                                 | Lattanzio Lattanzi                               |                                                  |
| 1º febbraio 1576                                  | Francesco di San Giorgio                         | cardinale di San Clemente                        |
| 28 dicembre 1578                                  | Giovanni Pietro Ghislieri                        | Uomo giuridico                                   |
| 16 settembre 1583                                 | Cristoforo Boncompagni                           | arcivescovo di Ravenna                           |
| 5 settembre 1587                                  | Giovanni Pellicani                               | nobile di Macerata                               |
| 25 luglio 1588                                    | Giulio Schiaffinati                              | nobile di Milano                                 |
| 1º aprile 1589                                    | Valerio Corbari Montemarte                       | nobile di Orvieto                                |
| 26 gennaio 1593                                   | Francesco di San Giorgio (2ª volta)              | cardinale di San Clemente                        |
| 10 gennaio 1594                                   | Fantino Petrignani                               | vescovo di Cosenza                               |
| 22 gennaio 1599                                   | Marsilio Landriani                               | vescovo di Vigevano                              |
| 14 maggio 1602                                    | Giovan Battista Volta                            | nobile di Bologna                                |
| 1604                                              | Alessandro Centurione                            | Già arcivescovo di Genova                        |
| 25 settembre 1606                                 | Bonifazio Caetani                                | vescovo di Cassano                               |
| 1612-1621                                         | Governano i vicelegati di Domenico Rivarola      | Governano i vicelegati di Domenico Rivarola      |
| 5 novembre 1623                                   | Girolamo Vidoni                                  |                                                  |
| 20 febbraio 1625                                  | Giovanni Benini                                  | vescovo di Adrianopoli                           |
| 25 giugno 1625                                    | Ottavio Corsini                                  | arcivescovo di Tarso                             |
| 1630                                              | Ottavio Corsini (2ª volta)                       | arcivescovo di Tarso                             |
| 4 giugno 1636                                     | Emilio Altieri (ad interim)                      | vescovo di Camerino                              |
| 18 luglio 1636                                    | Onorato Visconti                                 | vescovo di Larissa                               |
| 1640-1642                                         | Governano i vicelegati di Marcantonio Franciotti | Governano i vicelegati di Marcantonio Franciotti |
| 31 ottobre 1644                                   | Giambattista Spada                               | card. di Santa Susanna                           |
| Dopo il 1648 non vengono più rinnovate le nomine. |                                                  |                                                  |